# 영탁
영탁(본명: 박영탁, 본명 한자: 朴永卓, 1983년 5월 13일~)은 대한민국의 가수 겸 프로듀서이고, 2002년부터 음악 활동을 처음으로 시작을 한 그는, 2005년 영화 《가문의 위기》 OST 음반 참여로써 본격적인 팝 발라드 음악 활동을 시작하였고, 2007년 노래 〈사랑한다〉로 정식 데뷔했다.
2016년 7월에 트롯 가수로 전향하여, 이후 TV조선 프로그램 《내일은 미스터트롯》에 출연하며 최종 2위 기록(선)을 차지하였고, 트로트 데뷔곡 《누나가 딱이야》를 부른 중고 신인 가수이기도 하다.

## 주요 프로필
- 닉네임 : 탁마에, 트롯쾌남, 탁라프, 탁미호, 탁걸리, 전복왕자, 리듬탁, 탁교수, 제갈탁, 프로듀서탁, 수문탁, 탁화백, 수탁, 박폭스, 반장탁, 제로탁
- 정식 데뷔 : 발라드- 2007년 <영탁 사랑한다사랑한다> 노래 / 트로트 - 2016년 <누나가 딱이야> 신인가수
- 신체 = 178cm, 68kg, O형
- MBTI = ENTP
- 공식색 = 코발트 블루
- 본관 = 밀양 박씨
- 팬덤 = 영탁앤블루스
- 광고 버스 = 3대
- 성별 = 남성
- 곡 스타일 = 작곡, 작사, 편곡

## 경력

### 주요 경력
- 세한대학교 실용음악학과 겸임교수 역임

### 이외 여타 경력
- 안동MBC 어린이 합창단 출신(1988년~1995년)

### 데뷔
- 2002년 언더그라운드 라이브 클럽에서 음악 활동을 처음으로 시작.
- 2005년 발라드 가수 영탁으로 본격적인 첫 데뷔하여 《가문의 위기》의 OST 발매
- 2008년 남성 R&B 듀오 렛잇비로 《여사부일체》 OST 발매, 남성 4인조 R&B 그룹 L-Class로 세 번째 데뷔
- 2011년 남성 발라드 듀오 J-심포니로 《49일》 OST를 발매
- 2013년 JTBC 히든싱어2 휘성 편 모창능력자로 출연 (가수에 대한 꿈을 접고 '겸임 교수'로 활동)
- 2014년 힙합 R&B 듀오 박지로 다섯 번째 데뷔 (다시 활동 시작)
- 2016년 트롯 가수 영탁으로 여섯 번째 데뷔. 그 당시 6번째 데뷔 노래 작품은 《누나가 딱이야》

## 광고송
- 2018년 가수 영탁의 KBS 2TV 신규프로그램

## 가수 영탁 안무팀
- 누나가 딱이야

- 니가 왜 거기서 나와 (나나스쿨)
- 찐이야 (모스트하모니)
- 꼰대라떼
- 전복 먹으러 갈래 (모스트하모니)
- MMM (정규앨범 1집): 재잘대 (Chatter), 신사답게 (MMM), 머선 129 (What Happened?), 한량가 (Hallyag-ga) (모스트하모니)
- FORM (정규앨범 2집): FORM(폼미쳤다) (모스트하모니)
- SuperSuper (미니앨범): 슈퍼슈퍼 (SuperSuper) (모스트하모니)

## 프로듀서 참여
| 발매             | 아티스트                                            | 수록 앨범                   | 노래                                                      | 작사                         | 작곡                                     | 편곡                                     | 코러스       | 장르   |
| ---------------- | --------------------------------------------------- | --------------------------- | --------------------------------------------------------- | ---------------------------- | ---------------------------------------- | ---------------------------------------- | ------------ | ------ |
| 2009년 12월 28일 | L-Class (엘클래스)                                  | 가지 말라고                 | 가지 말라고                                               | 영탁                         | 영탁                                     |                                          |              |        |
| 2014년 1월 28일  | 김진호, 박준영, 그렉(Greg), 제청, 박영탁, 박지      | 똑같은 말                   | 똑같은 말                                                 | Minzi, 영탁                  | Minzi, 영탁                              |                                          |              |        |
| 2014년 12월 5일  | 조현민 (가수)                                       | 진짜 미친거 아니야          | 진짜 미친거 아니야                                        | 영탁, Minzi                  | 영탁, Minzi                              |                                          |              |        |
| 2016년 12월 30일 | 조현민, 박민규 (가수)                               | 말할걸 그랬어               | 말할걸 그랬어                                             | Minzi                        | Minzi                                    | Minzi                                    |              |        |
| 2017년 11월 19일 | 박민규(가수)                                        | 겨울이야                    | 겨울이야                                                  | 영탁, MinZi                  | 영탁, MinZi, 구희상                      | 영탁, MinZi, 구희상                      |              |        |
| 2018년 10월 21일 | 영탁 (가수)                                         | 니가 왜 거기서 나와         | 니가 왜 거기서 나와 (Narr. 고은아)                        | 구희상, 지광민, 영탁         | 구희상, 지광민, 영탁                     | 구희상, 지광민, 영탁                     |              | 트로트 |
| 2019년 9월 9일   | 윤희                                                | 나혼자 산다                 | 나혼자 산다                                               | 구희상, 지광민, 영탁         | 구희상, 지광민, 영탁                     | 구희상, 지광민, 영탁                     |              |        |
| 2019년 12월 31일 | 한이재 (가수)                                       | 고향 가는 날                | 고향 가는 날                                              | 구희상, 영탁                 | 구희상, 영탁                             | 구희상, 영탁                             |              |        |
| 2020년 4월 14일  | 이대원 (가수)                                       | 챔프와 첫걸음               | 챔피언 (Prod. 영탁)                                       | 영탁, 지광민                 | 영탁, 지광민                             | 영탁, 지광민, 김철인                     |              |        |
| 2020년 6월 2일   | 정동원, 남승민 (가수)                               | 짝짝꿍짝                    | 짝짝꿍짝 (Feat. 남승민) (Prod. 영탁)                      | 영탁, 지광민                 | 영탁, 지광민                             | 영탁, 지광민                             |              |        |
| 2020년 6월 8일   | 장민호 (가수)                                       | 읽씹 안읽씹                 | 읽씹 안읽씹 (Prod. 영탁) 읽씹 안읽씹 (Prod. 영탁) (lnst.) | 영탁, 지광민                 | 영탁, 지광민                             | 영탁, 지광민                             | 영탁         |        |
| 2020년 9월 26일  | 영앤와일드(Y&B)                                     | 목말라                      | 목말라 (Prod. 영탁, 아웃사이더)                           | 영탁, 지광민, 아 웃사이더    | 영탁, 지광민                             | 영탁, 지광민                             |              |        |
| 2020년 10월 21일 | 고재근 (가수)                                       | 사랑의 카우보이             | 사랑의 카우보이 (Prod. by 영탁)                           | 영탁, 지광민                 | 영탁, 지광민                             | 영탁, 지광민                             |              |        |
| 2020년 10월 29일 | 성원이                                              | 돈 때문이야                 | 돈 때문이야 (Prod. By 영탁)                               | 영탁, 슬리피(Sleepy), 지광민 | 영탁, 구데타(COUP D'ETAT), 지광민, Genja | 영탁, 구데타(COUP D'ETAT), 지광민, Genja | 영탁, 김현아 |        |
| 2021년 2월 10일  | 영탁 (가수)                                         | 이불                        | 이불                                                      | 영탁, 지광민                 | 영탁, 지광민                             | 영탁, 지광민                             |              |        |
| 2021년 11월 3일  | MJ (아스트로&가수)                                  | Happy Virus                 | 계세요 (Feat. 김태연)                                     | 영탁, 지광민                 | 영탁, 지광민                             | 영탁, 지광민                             | 영탁         |        |
| 2022년 2월 10일  | 영탁(가수)                                          | 전복 먹으러 갈래            | 전복 먹으러 갈래                                          | 영탁, 지광민                 | 영탁, 지광민                             | 영탁, 지광민                             |              |        |
| 2022년 2월 28일  | 나태주 (가수)                                       | 살까요                      | 살까요                                                    | 영탁, 지광민                 | 영탁, 지광민                             | 영탁, 지광민                             |              |        |
| 2022년 10월 22일 | 소윤                                                | 두둥실 (Prod. 영탁)         | 두둥실 (Prod. 영탁)                                       | 영탁 지광민                  | 영탁 지광민                              |                                          |              |        |
| 2022년 11월 20일 | 김희석, 오혜빈, 강대웅, 송근안, 하동근, 영탁 (가수) | 날개 (Prod. 영탁)           | 날개 (Prod. 영탁)                                         | 영탁, 지광민                 | 영탁, 지광민                             | 영탁, 지광민                             |              |        |
| 2022년 12월 15일 | 영탁 (가수)                                         | 곶감이다 (Duet with 지광민) | 곶감이다 (Duet with 지광민)                               |                              |                                          | 영탁, 지광민                             |              |        |
| 2023년 6월 9일   | 차수빈                                              | 카사블랑카                  | 카사블랑카                                                | 영탁 지광민                  | 영탁, 지광민                             | 영탁, 지공민                             |              |        |
| 2023년 6월 19일  | 두자매                                              | 사랑은 마끼아또             | 사랑은 마끼아또 사랑은 마끼아또 (lnst.)                   | 영탁, 지광민                 | 영탁, 구희상, 지광민                     | 영탁, 구희상, 지광민                     |              |        |

## 네이버 NOW
- 2021년 7월 7일 네이버 NOW '응수C네':192회 with 게스트 가수 그렉 (영탁 영상통화)

- 2021년 9월 1일 오후 8시 네이버 NOW '트롯스페셜-인연':2회 영탁, 이찬원 출연
- 2021년 9월 8일 오후 8시 네이버 NOW '트롯스페셜-인연':3회 영탁, 정동원 출연
- 2021년 9월 23일 오후 8시 네이버 NOW '트롯스페셜-인연':5회 영탁, 이찬원, 정동원, 장민호 출연
- 2022년 3월 11일 네이버 NOW '응수C네':369회 미스터트롯 준우승♡ '전복 먹으러 갈래'로 트로트 황제 게스트 영탁 출연
- 2022년 3월 26일 오후 3시 네이버 NOW '세리자베스': 42회 에너지 넘치는 가수 게스트 영탁 출연
- 2022년 7월 4일 오후 9시 네이버 NOW '영탁 컴백 스페셜 MMM':1회 첫 정규앨범과 신사답게 입장! 영탁 출연
- 2022년 7월 11일 네이버 NOW '응수C네':455회 첫 정규 앨범 스페셜 특집 트롯송라이터 게스트 영탁 출연
- 2022년 7월 13일 오후 7시 네이버 NOW '댸니쇼':159회 머선129! 신사영탁 온댸니
- 2022년 7월 27일 오전 11시 네이버 NOW '너에게 음악':319회 윤상 그리고 영탁 뮤지션들의 만남 게스트 영탁 출연

## 영화
- 2020년 10월 22일 《미스터트롯: 더 무비》
- 2023년 6월 28일 《2022 영탁 단독 콘서트 TAK SHOW: THE MOVE》
- 2024년 7월 1일 《2023 영탁 단독 콘서트 : 탁쇼2》

## 드라마
- 2020년 6월 10일, 11일, 17일 MBC <꼰대인턴>:13회~18회 차과장역 영탁 까메오 특별출연
- 2020년 6월 27일 TV조선 <바람과 구름과 비>:12회 관료1역 영탁 까메오 특별출연 (With 관료2역 장민호)
- 2022년 11월 21일 tvN <연예인 매니저로 살아남기>:5회 주하민역 영탁 까메오 특별출연
- 2023년 JTBC <힘쎈여자 강남순> 경찰역 영탁 출연
- 2023년 KBS2TV <효심이네 각자도생> 가구점 직원 역 영탁 특별출연
- 2025년 디즈니+ <파인: 촌뜨기들> 부산항 세관 직원 역 영탁 특별출연

## 만화주제곡 OST
- 2016년 투니버스 안녕! 보노보노 엔딩 OST "보노보노하네"
- 니켈로디언 네모바지 스폰지밥 295회[엄지척] - 엄지송 (노래:영탁)
- 니켈로디언 링컨의 집에서 살아남기 오프닝&엔딩
- 2017년 니켈로디언 혈관고2 (혈액형과 관한 간단한 고찰) 혈액형송 (노래: 박영탁 (O형))
- 유희왕dm 4기 엔딩 "넘쳐흐르는 감정이 멈추지 않아"
- 변신기차 로봇트레인S2 엔딩 "변신기차 로봇트레인"

- 투니버스 포켓몬스터 썬앤문 엔딩 OST "Let's Go!" (With Nok A (Rap))

## 수상
- 2004년 8월 1일 《제1회 영남가요제》 대상
- 2020년 3월 14일 TV CHOSUN 《내일은 미스터트롯》제1대 미스터트롯 (善)
- 2020년 6월 8일 2020 브랜드 고객충성도 대상 남자 트로트 가수 부문 대상
- 2020년 7월 15일 제12회 MTN 방송광고 페스티벌 신인 CF 스타상
- 2020년 8월 29일~ 2020년 8월 30일 <팬앤스타> 테마랭킹 - 트로트 부문 5주 연속 1위 (영탁)
- 2020년 10월 1일 <2020 트롯어워즈>:1부 PD가 뽑은 라이징 스타상
- 2020년 12월 5일 <제12회 멜론 뮤직 어워드> - 핫트렌드상, Best Song Writer상
- 2020년 12월 31일 <제25회 소비자의 날 시상식> 예능부문 방송인상
- 2021년 1월 13일 <제10회 가온차트 뮤직 어워즈> 트로트부문 올해의 발견상
- 2021년 1월 14일 <제17회 한국이미지상> 디딤돌상 공동수상
- 2021년 10월 21일 <제16회 서울 드라마 어워즈> 한류 드라마부문 주제가상
- 2022년 3월 31일 <제28회 대한민국 연예예술상 시상식> 성인가요 올해의 가수상
- 2022년 4월 23일 KBS2 《불후의 명곡》 552회 한국 대중가요사 기록 특집 1부 우승
- 2022년 7월 17일 SBS 《SBS 인기가요》 1146회 영탁 - 신사답게 (MMM) 핫스테이지 1위
- 2022년 10월 8일 idolplus (아이돌플러스) 《2022 더팩트 뮤직 어워즈 시상식》 - 팬앤스타 엔젤앤스타상
- 2022년 11월 12일 <멜론 MMA 2022> 내돌내상 - 큐티섹시젠틀포티상
- 2022년 11월 30일 <제30회 대한민국 문화연예대상> 성인가수 대상
- 2023년 1월 19일 <제32회 서울가요대상 시상식> 트로트상
- 2023년 2월 11일 <30주년 한터뮤직어워즈 2022> 올해의 아티스트 (본상)
- 2023년 12월 30일 서울콘 에이판 스타 어워즈 OST 부문 아이돌챔프 인기상
- 2024년 1월 2일 제33회 하이원 서울가요대상 본상
- 2024년 1월 2일 제33회 하이원 서울가요대상 트로트상
- 2024년 2월 18일 31주년 한터뮤직어워즈 2023 트로트 부문 특별상
- 2024년 유니버설 슈퍼스타 어워즈 유니버설 싱어송라이터 아이콘상
- 2024년 유니버설 슈퍼스타 어워즈 유니버설 핫 솔로상
- 2024년 유니버설 슈퍼스타 어워즈 유니버설 투어 아이콘상
- 2024년 제1회 아시아 스타 엔터테이너 어워즈 2024 더 베스트 트로쌍
- 2024년 트롯뮤직어워즈 2024 소셜 아티스트상
- 2024년 트롯뮤직어워즈 2024 10대 가수상
- 2024년 제1회 코리아 그랜드 뮤직 어워즈 베스트 어덜트 컨템포러리상
- 2024년 제1회 코리아 그랜드 뮤직 어워즈 베스트 아티스트상
- 2024년 제1회 코리아 그랜드 뮤직 어워즈 칼리버스, 올해의 아티스트상
- 2025년 32주년 한터뮤직어워즈 트로트 부문 특별상
- 2025년 제34회 서울가요대상 OST상
- 2025년 제34회 서울가요대상 트로트상
- 2025년 제34회 서울가요대상 본상
- 2025년 제34회 서울가요대상 솔로부문 K-POP WORLD CHOICE상

### 가요 프로그램
| 연도            | 수상 내역 (총 1회)                                                        |
| --------------- | ------------------------------------------------------------------------- |
| 2024년 (총 1회) | - 슈퍼슈퍼 (SuperSuper) (총 1회) - 9월 13일 KBS2 《뮤직뱅크》 K-Chart 1위 |

## 콘서트

### 엘클래스 단독 콘서트
| 날짜           | 날짜           | 날짜           | 날짜           | 도시 | 국가     | 장소        | 비고 |
| -------------- | -------------- | -------------- | -------------- | ---- | -------- | ----------- | ---- |
| 2010년 5월 7일 | 2010년 5월 7일 | 2010년 5월 7일 | 2010년 5월 7일 | 서울 | 대한민국 | 홍대 롤링홀 |      |

### 휘.팀.콘 - 똑같은 말(히든싱어2 휘성팀 참가자 콘서트)
| 날짜             | 도시 | 국가     | 장소        | 비고 |
| ---------------- | ---- | -------- | ----------- | ---- |
| 2014년 7월 6일   |      |          |             |      |
| 2014년 8월 9일   |      |          |             |      |
| 2014년 12월 28일 | 서울 | 대한민국 | 홍대 브이홀 |      |

#### 조현민 콘서트 HAMSHOW
| 날짜            | 날짜            | 날짜            | 날짜            | 도시 | 국가     | 장소        | 비고 |
| --------------- | --------------- | --------------- | --------------- | ---- | -------- | ----------- | ---- |
| 2015년 4월 11일 | 2015년 4월 11일 | 2015년 4월 11일 | 2015년 4월 11일 | 서울 | 대한민국 | 홍대 롤링홀 |      |

##### 2015 휘팀 크리스마스 콘서트
| 날짜             | 날짜             | 날짜             | 날짜             | 도시 | 국가     | 장소        | 비고 |
| ---------------- | ---------------- | ---------------- | ---------------- | ---- | -------- | ----------- | ---- |
| 2015년 12월 25일 | 2015년 12월 25일 | 2015년 12월 25일 | 2015년 12월 25일 | 서울 | 대한민국 | 홍대 롤링홀 |      |

###### 휘성(wheesung) 신세계 백화점 콘서트
| 날짜            | 날짜            | 날짜            | 날짜            | 도시 | 국가     | 장소          | 비고              |
| --------------- | --------------- | --------------- | --------------- | ---- | -------- | ------------- | ----------------- |
| 2016년 4월 26일 | 2016년 4월 26일 | 2016년 4월 26일 | 2016년 4월 26일 | 부산 | 대한민국 | 부산 센텀시티 | 게스트: 가수 영탁 |

###### 일년에 한번은 시즌2 with 휘성
| 날짜            | 도시 | 국가     | 장소                         | 비고              |
| --------------- | ---- | -------- | ---------------------------- | ----------------- |
| 2016년 6월 18일 | 수원 | 대한민국 | 수원 경기도문화의전당 대극장 | 게스트: 가수 영탁 |
| 2016년 8월 13일 | 성남 | 대한민국 | 성남 아트센터 오페라하우스   | 게스트: 가수 영탁 |

###### 김장훈 소극장 100회 콘서트 (고운말 콘서트)
| 날짜             | 도시 | 국가     | 장소                | 비고              |
| ---------------- | ---- | -------- | ------------------- | ----------------- |
| 2018년 11월 25일 | 홍성 | 대한민국 | 대학로 청운예술극장 | 게스트: 가수 영탁 |
| 2018년 12월 22일 | 홍성 | 대한민국 | 대학로 청운예술극장 | 게스트: 가수 영탁 |
| 2018년 12월 25일 | 홍성 | 대한민국 | 대학로 청운예술극장 | 게스트: 가수 영탁 |
| 2019년 2월 23일  | 홍성 | 대한민국 | 대학로 청운예술극장 | 게스트: 가수 영탁 |

### 내일은 미스터트롯 대국민 감사콘서트
| 날짜             | 도시 | 국가     | 장소                              | 비고 |
| ---------------- | ---- | -------- | --------------------------------- | ---- |
| 2020년 8월 7일 ~ | 서울 | 대한민국 | KSPO DOME (올림픽공원 체조경기장) |      |
| 2020년 8월 9일   | 서울 | 대한민국 | KSPO DOME (올림픽공원 체조경기장) |      |
| 2020년 8월 14일~ | 서울 | 대한민국 | KSPO DOME (올림픽공원 체조경기장) |      |
| 2020년 8월 16일  | 서울 | 대한민국 | KSPO DOME (올림픽공원 체조경기장) |      |
| 2020년 8월 21일~ | 서울 | 대한민국 | KSPO DOME (올림픽공원 체조경기장) |      |
| 2020년 8월 23일  | 서울 | 대한민국 | KSPO DOME (올림픽공원 체조경기장) |      |

### 내일은 《미스터트롯》 TOP6 전국투어 콘서트
| 날짜             | 도시 | 국가     | 장소                              | 비고 |
| ---------------- | ---- | -------- | --------------------------------- | ---- |
| 2020년 10월 30일 | 부산 | 대한민국 | 벡스코 제1전시장                  |      |
| 2020년 11월 1일  | 부산 | 대한민국 | 벡스코 제1전시장                  |      |
| 2020년 11월 6일  | 광주 | 대한민국 | 광주여대 유니버사이드 체육관      |      |
| 2020년 11월 8일  | 광주 | 대한민국 | 광주여대 유니버사이드 체육관      |      |
| 2020년 11월 12일 | 서울 | 대한민국 | KSPO DOME (올림픽공원 체조경기장) |      |
| 2020년 11월 15일 | 서울 | 대한민국 | KSPO DOME (올림픽공원 체조경기장) |      |
| 2021년 6월 18일  | 대구 | 대한민국 | 엑스포 제2전시장 (등관)           |      |
| 2021년 6월 20일  | 대구 | 대한민국 | 엑스포 제2전시장 (등관)           |      |
| 2021년 6월 25일  | 광주 | 대한민국 | 김대중 컨벤션 센터                |      |
| 2021년 6월 27일  | 광주 | 대한민국 | 김대중 컨벤션 센터                |      |
| 2021년 7월 2일   | 서울 | 대한민국 | KSPO DOME (올림픽공원 체조경기장) |      |
| 2021년 7월 4일   | 서울 | 대한민국 | KSPO DOME (올림픽공원 체조경기장) |      |
| 2021년 7월 10일  | 청주 | 대한민국 | 청주대학교 석우문화체육관         |      |
| 2021년 7월 11일  | 청주 | 대한민국 | 청주대학교 석우문화체육관         |      |

### 2021 장민호 단독 콘서트 투어 "드라마"
| 날짜             | 날짜             | 날짜             | 날짜             | 도시 | 국가     | 장소                | 비고         |
| ---------------- | ---------------- | ---------------- | ---------------- | ---- | -------- | ------------------- | ------------ |
| 2021년 10월 17일 | 2021년 10월 17일 | 2021년 10월 17일 | 2021년 10월 17일 | 서울 | 대한민국 | 올림픽공원 올림픽홀 | 게스트: 영탁 |

## <2022 영탁 단독 콘서트 "TAK SHOW" - 전국투어>
| 날짜               | 도시 | 국가     | 장소                              | 비고                    |
| ------------------ | ---- | -------- | --------------------------------- | ----------------------- |
| 2022년 7월 29일 ~  | 서울 | 대한민국 | KSPO DOME (올림픽공원 체조경기장) |                         |
| 2022년 7월 30일    | 서울 | 대한민국 | KSPO DOME (올림픽공원 체조경기장) |                         |
| 2022년 7월 31일    | 서울 | 대한민국 | KSPO DOME (올림픽공원 체조경기장) |                         |
| 2022년 8월 6일 ~   | 인천 | 대한민국 | 인천 송도컨벤시아 전시장          |                         |
| 2022년 8월 7일     | 인천 | 대한민국 | 인천 송도컨벤시아 전시장          |                         |
| 2022년 8월 20일 ~  | 대구 | 대한민국 | 대구 엑스코 동관                  |                         |
| 2022년 8월 21일    | 대구 | 대한민국 | 대구 엑스코 동관                  |                         |
| 2022년 9월 3일 ~   | 대전 | 대한민국 | DCC대전컨벤션센터 제2전시장       |                         |
| 2022년 9월 4일     | 대전 | 대한민국 | DCC대전컨벤션센터 제2전시장       |                         |
| 2022년 9월 24일 ~  | 창원 | 대한민국 | 창원 컨벤션 센터                  |                         |
| 2022년 9월 25일    | 창원 | 대한민국 | 창원 컨벤션 센터                  |                         |
| 2022년 10월 1일 ~  | 부산 | 대한민국 | BEXCO                             | 게스트: 지광민 (작곡가) |
| 2022년 10월 2일    | 부산 | 대한민국 | BEXCO                             | 게스트: 지광민 (작곡가) |
| 2022년 10월 15일 ~ | 전주 | 대한민국 | 한국소리문화의전당 야외공연장     |                         |
| 2022년 10월 16일   | 전주 | 대한민국 | 한국소리문화의전당 야외공연장     |                         |
| 2022년 10월 29일   | 안동 | 대한민국 | 안동실내체육관                    |                         |

## 2022 영탁 단독 콘서트 "TAK SHOW" - 앵콜
| 날짜             | 시간    | 도시 | 국가     | 장소                              | 비고                                                      |
| ---------------- | ------- | ---- | -------- | --------------------------------- | --------------------------------------------------------- |
| 2022년 11월 18일 | PM 6:00 | 서울 | 대한민국 | KSPO DOME (올림픽공원 체조경기장) | 게스트: 지광민 (작곡가)                                   |
| 2022년 11월 19일 | PM 3:00 | 서울 | 대한민국 | KSPO DOME (올림픽공원 체조경기장) | 게스트: 히든싱어7 10회 영탁편 모창능력자 (5영탁)          |
| 2022년 11월 20일 | PM 3:00 | 서울 | 대한민국 | KSPO DOME (올림픽공원 체조경기장) | 게스트: 김장훈 (가수), 김진호, 박준형, 그렉, 제청, 데이슨 |

### <2023 영탁 단독 콘서트 TAK SHOW2: TAK'S WORLD>
| 날짜              | 지역 | 시간    | 국가     | 장소                              | 비고 |
| ----------------- | ---- | ------- | -------- | --------------------------------- | ---- |
| 2023년 8월 25일~  | 서울 | PM 6:00 | 대한민국 | KSPO DOME (올림픽공원 체조경기장) |      |
| 2023년 8월 26일   | 서울 | PM 3:00 | 대한민국 | KSPO DOME (올림픽공원 체조경기장) |      |
| 2023년 8월 27일   | 서울 | PM 3:00 | 대한민국 | KSPO DOME (올림픽공원 체조경기장) |      |
| 2023년 9월 16일~  | 대구 | PM 3:00 | 대한민국 | 대구 엑스코 동관                  |      |
| 2023년 9월 17일   | 대구 | PM 3:00 | 대한민국 | 대구 엑스코 동관                  |      |
| 2023년 9월 23일~  | 부산 | PM 3:00 | 대한민국 | BEXCO                             |      |
| 2023년 9월 24일   | 부산 | PM 3:00 | 대한민국 | BEXCO                             |      |
| 2023년 10월 14일~ | 전주 | PM 3:00 | 대한민국 | 한국소리문화의전당 야외공연장     |      |
| 2023년 10월 15일  | 전주 | PM 3:00 | 대한민국 | 한국소리문화의전당 야외공연장     |      |
| 2023년 10월 28일~ | 인천 | PM 3:00 | 대한민국 | 인천 송도컨벤시아 전시장          |      |
| 2023년 10월 29일  | 인천 | PM 3:00 | 대한민국 | 인천 송도컨벤시아 전시장          |      |
| 2023년 11월 11일~ | 안동 | PM 3:00 | 대한민국 | 안동실내체육관                    |      |
| 2023년 11월 12일  | 안동 | PM 3:00 | 대한민국 | 안동실내체육관                    |      |
| 2023년 12월 9일~  | 대전 | PM 3:00 | 대한민국 | DCC대전컨벤션센터 제2전시장       |      |
| 2023년 12월 10일  | 대전 | PM 3:00 | 대한민국 | DCC대전컨벤션센터 제2전시장       |      |

## 음반

### 2인조 그룹 렛잇비(Let it be)
| 발매             | 발매             | 발매             | 발매             | 아티스트          | 앨범                        | 수록곡              | 비고 |
| ---------------- | ---------------- | ---------------- | ---------------- | ----------------- | --------------------------- | ------------------- | ---- |
| 2008년 11월 24일 | 2008년 11월 24일 | 2008년 11월 24일 | 2008년 11월 24일 | 렛잇비(Let it be) | 여사부일체 O.S.T Love Theme | 바라볼 수 없는 그대 | OST  |

### 4인조 그룹 L Class
| 발매             | 아티스트 | 앨범        | 수록곡                  | 비고 |
| ---------------- | -------- | ----------- | ----------------------- | ---- |
| 2009년 12월 28일 | L Class  | 가지 말라고 | 가지 말라고             | 싱글 |
| 2009년 12월 28일 | L Class  | 가지 말라고 | 바보가 하는 사랑 이야기 | 싱글 |

### 2인조 그룹 J-심포니
| 발매            | 아티스트 | 앨범                                    | 수록곡 | 비고 |
| --------------- | -------- | --------------------------------------- | --- | ---- |
| 2011년 4월 21일 | J-심포니 | 49일 OST                                | 가슴이 하나라서 | OST  |
| 2011년 5월 12일 | J-심포니 | 매니 OST Part 3                         | 어떻하니 | OST  |
| 2011년 5월 16일 | J-심포니 | 49일 OST Premium Package                | 가슴이 하나라서 | OST  |
| 2011년 6월 2일  | J-심포니 | 매니 OST                                | 어떻하니 | OST  |
| 2011년 6월 15일 | J-심포니 | 시티헌터 OST Part 4                     | Lonely Day | OST  |
| 2011년 7월 20일 | J-심포니 | 너에게 가는 길 (치즈 인 더 트랩 삽입곡) | 너에게 가는 길 (Feat. 서동훈, 비온디) 너에게 가는 길 (Voice OST) 바보의 사랑 이야기 (Feat. 서동훈, 이우람) 바보의 사랑 이야기 (Voice OST) 너에게 가는 길 (lnst.) 바보의 사랑 이야기 (lnst.) | 싱글 |
| 2012년 1월 17일 | J-심포니 | 네버엔딩 스토리                         | 까짓 사랑을 | 싱글 |
| 2012년 1월 31일 | J-심포니 | JS-시네마                               | 까짓 사랑을 Crazy Feel Tonight 너에게 가는 길 까짓 사랑을 (Acoustic Ver.) | 싱글 |

### 2인조 그룹 박지
| 발매             | 아티스트                                     | 앨범              | 수록곡 | 비고 |
| ---------------- | -------------------------------------------- | ----------------- | --- | ---- |
| 2014년 1월 27일  | 박지                                         | 자주봐야돼        | 자주봐야돼 자주봐야돼 (lnst.)                                                                                         | 싱글 |
| 2014년 1월 28일  | 진호, 박준영, 그렉(Greg), 제청, 박영탁, 박지 | 똑같은 말         | 똑같은 말 똑같은 말 (lnst.)                                                                                           | 싱글 |
| 2014년 2월 10일  | 박지                                         | 좋은거지 (동창생) | 좋은거지 (동창생) 좋은거지 (동창생) (lnst.)                                                                           | 싱글 |
| 2014년 4월 29일  | 박지                                         | 이슈              | 이슈 (Feat. 이형은)                                                                                                   | 싱글 |
| 2014년 11월 20일 | 박지                                         | GRAVITY           | GRAVITY (Feat. 그렉) her (MinZi Solo)                                                                                 | 싱글 |
| 2015년 10월 15일 | 박지                                         | 집이 없어         | 집이 없어 집이 없어 (lnst.)                                                                                           | 싱글 |
| 2016월 4월 27일  | 박지                                         | Private or Public | Private or Public 지와타네호 (Zihuatanejo) 너랑 자고 싶지 않아 (I don't want to sleep with you) Giant Cell Mind Party | 싱글 |

###### JTBC 히든싱어2 '휘성 편'의 출연자
| 발매            | 발매            | 발매            | 발매            | 아티스트                                       | 앨범               | 수록곡                      | 비고 |
| --------------- | --------------- | --------------- | --------------- | ---------------------------------------------- | ------------------ | --------------------------- | ---- |
| 2014년 1월 28일 | 2014년 1월 28일 | 2014년 1월 28일 | 2014년 1월 28일 | 진호, 박준영, 그렉(Greg), 제청, 박영탁, 박지   | 똑같은 말          | 똑같은 말 똑같은 말 (lnst.) | 싱글 |
| 2015년 12월 8일 | 2015년 12월 8일 | 2015년 12월 8일 | 2015년 12월 8일 | 진호, 그렉(Greg), 박영탁, 데이슨, 박준영, 제청 | 너도 그렇게 걸어줘 | 너도 그렇게 걸어줘          | 싱글 |

#### 2005년~현재 가수 영탁
| 발매             | 아티스트                                   | 앨범                               | 수록곡 | 비고       |
| ---------------- | ------------------------------------------ | ---------------------------------- | --- | ---------- |
| 2005년 9월 30일  | 영탁                                       | 가문의 위기 OST (가문의 영광2)     | Crying For The One I Can't Breathe | OST        |
| 2007년 3월 5일   | 영탁                                       | 영탁 디시아                        | 사랑한다 미니시리즈 사랑한다 (lnst.) 미니시리즈 (lnst.) | 싱글       |
| 2012년 12월 7일  | 영탁                                       | 2012 M-Bird Winter Project         | 2. Stay Christmas |            |
| 2016년 3월 14일  | 영탁                                       | 누나가 딱이야                      | 누나가 딱이야 사랑의 벚꽃놀이 (Feat. 숙행) 꽃피는 봄이오면 누나가 딱이야 (lnst.) 사랑의 벚꽃놀이 (lnst.) 꽃피는 봄이오면 (lnst.) | 싱글       |
| 2016년 9월 30일  | 영탁                                       | 우리 정말 나쁘다 (演歌)            | 우리 정말 나쁘다 (演歌) 우리 정말 나쁘다 (演歌) (lnst.) | 싱글       |
| 2018년 10월 21일 | 영탁                                       | 니가 왜 거기서 나와                | 니가 왜 거기서 나와 (Narr. 고은아) 니가 왜 거기서 나와 (lnst.) | 싱글       |
| 2020년 2월 4일   | 영탁                                       | 검사내전 OST Part 1                | 물안개 블루스 물안개 블루스 (Bossa) | OST        |
| 2020년 5월 21일  | 영탁                                       | 꼰대인턴 OST Part 1                | 꼰대라떼 꼰대라떼 (lnst.) | OST        |
| 2020년 10월 5일  | 장민호, 영탁, 미스터트롯 TOP6              | [2020트롯어워즈] 베스트            | 당신+몰래한 사랑 오빠만 믿어 |            |
| 2021년 2월 10일  | 영탁                                       | 이불                               | 이불 이불 (lnst.) | 싱글       |
| 2021년 7월 11일  | 영탁, 한림                                 | 오케이 광자매 OST Part 7           | 오케이 오케이 (lnst.) | OST        |
| 2021년 10월 30일 | 영탁                                       | 비긴어게인 오픈마이크 EP ISODE. 21 | The Blower's Dauchter |            |
| 2022년 2월 10일  | 영탁                                       | 전복 먹으러 갈래                   | 전복 먹으러 갈래 전복 먹으러 갈래 (lnst.) | 싱글       |
| 2022년 7월 4일   | 영탁                                       | MMM                                | 담 (The Wall) 01 재잘대 (Chatter) 02 우주선 (Spaceship) 03 신사답게 (MMM) 04 Second Chance 05 달이 되어 (Be The Moon) 06 머선 129 (What Happened?) 07 찬찬히 (Take It Slow) 08 갈색우산 (Brown Umbrella) 09 아내 (My Wife) 10 한량가 (Hallyang-ga) 11 안녕 김녕 (Bye Gimnyeong) 12 | 정규 (1집) |
| 2022년 11월 20일 | 광석, 오혜빈, 강대웅, 송근안, 하동근, 영탁 | 날개 (Prod. 영탁)                  | 날개 (Prod. 영탁) 날개 (Prod. 영탁) (lnst.) | 싱글       |
| 2022년 12월 15일 | 영탁                                       | 곶감이다 (Duet with 지광민)        | 곶감이다 (Duet with 지광민) 곶감이다 (Duet with 지광민) (lnst.) | 싱글       |
| 2023년 5월 22일  | 영탁                                       | 니편이야                           | 니편이야 니편이야 (lnst.) | 싱글       |
| 2023년 8월 1일   | 영탁                                       | FORM                               | 1. 로렐라이(Lorelei) 01 2. 톡톡톡(Tok Tok Tok) 02 3. 폼미쳤다(FORM) 4. 올려(UP) 5. 이별해,예쁘게(Beautiful Goodbye) 6. 우길걸우겨(What Did You Say?) 7. 값(Price) 8. 돌아가네(Back Around) 9. 니편이야(On Your Side) 10. 풀리나(Pull It Now)                                       | 정규 (2집) |
|                  |                                            |                                    | |            |

| 날짜            | 아티스트       | 앨범            | 노래        | 코러스         |
| --------------- | -------------- | --------------- | ----------- | -------------- |
| 2011년 1월 14일 | 박지현, 채동하 | 어제 같은데     | 어제 같은데 | 김현아, 박영탁 |
| 2011년 9월 5일  | 차태현         | 영화 <챔프> OST | 행복        | 박영탁         |

## OST

### 영화 / 드라마 OST
| 발매             | 수록 앨범                    | 영화 / 드라마                       | 곡명                  | 노래              | 작사                   | 작곡                                 |
| ---------------- | ---------------------------- | ----------------------------------- | --------------------- | ----------------- | ---------------------- | ------------------------------------ |
| 2005년 9월 30일  | 가문의 위기 OST              | 가문의 영광2 (영화)                 | Crying For The One    | 영탁              |                        |                                      |
| 2005년 9월 30일  | 가문의 위기 OST              | 가문의 영광2 (영화)                 | I Can't Breathe       | 영탁              |                        |                                      |
| 2008년 11월 24일 | 여사부일체 OST Love Theme    | 여사부일체 (드라마)                 | 바라볼 수 없는 그대   | 렛잇비(Let it be) |                        |                                      |
| 2011년 4월 21일  | 49일 OST                     | 49일 (SBS 수목드라마)               | 가슴이 하나라서       | J-Symphony        |                        |                                      |
| 2011년 5월 12일  | 매니 OST Part.3              | 매니 (tvN 수목드라마)               | 어떻하니              | J-Symphony        |                        |                                      |
| 2011년 6월 15일  | 시티헌터 OST Part.4          | 시티헌터 (SBS 수목드라마)           | Lonely Day            | J-Symphony        |                        |                                      |
| 2020년 2월 4일   | 검사내전 OST Part.1          | 검사내전 (Jtbc 월화드라마)          | 물안개 블루스         | 영탁              | 김영민, 이재진         | 김영민                               |
| 2020년 2월 4일   | 검사내전 OST Part.1          | 검사내전 (Jtbc 월화드라마)          | 물안개 블루스 (Bossa) | 영탁              | 김영민, 이재진         | 김영민                               |
| 2020년 5월 21일  | 꼰대인턴 OST Part.1          | 꼰대인턴 (MBC 수목드라마)           | 꼰대라떼              | 영탁              | 홍정수, 김희진, 이재규 | 홍정수, 김희진, 이재규               |
| 2021년 7월 11일  | 오케이 광자매 OST Part.7     | 오케이 광자매 (KBS2 주말드라마)     | 오케이                | 영탁              | 영탁, 지광민           | 영탁, 지광민, 곽정영, 홍정수, 이재규 |
| 2023년 9월 24일  | 효심이네 각자도생 OST Part.2 | 효심이네 각자도생 (KBS2 주말드라마) | 각자도생              | 영탁              | 영탁                   | 영탁                                 |

### 뮤지컬 OST
| 날짜   | 수록 앨범        | 뮤지컬                | 곡명                           | 노래         | 작사   | 작곡   | 편곡           | 편곡           |
| ------ | ---------------- | --------------------- | ------------------------------ | ------------ | ------ | ------ | -------------- | -------------- |
| 2006년 | 러브이즈매직 OST | 러브이즈매직 (뮤지컬) | 혹시 꿈은 아닐까? - Main Theme | 영탁         | 송시현 | 송시현 | 채주현, 이영준 | 채주현, 이영준 |
| 2006년 | 러브이즈매직 OST | 러브이즈매직 (뮤지컬) | 당신을 사랑해요 - main title   | 영탁, 임강희 | 송시현 | 송시현 |                |                |

## 기타
| 날짜            | 앨범                     | 아티스트        | 장르         | 곡                 |
| --------------- | ------------------------ | --------------- | ------------ | ------------------ |
| 2020년 10월 5일 | [2020트롯어워즈] 베스트  | 장민호, 영탁    | 트로트(국내) | 당신 + 몰래한 사랑 |
| 2020년 10월 5일 | [2020트롯어워즈] 베스트  | 미스터트롯 TOP6 |              | 오빠만 믿어        |
| 2021년 9월 21일 | 미스터트롯 TOP6 - [감사] | 영탁            |              |                    |

## 방송

#### 2009년~
- 2009년 6월 SBS <놀라운 대회 스타킹> - 지방 아이돌 소울 출연

#### 2013년~
- 2013년 12월 JTBC <히든싱어2> 휘성편 - 겸임교수 휘성 출연(9회~

## 방송(가수 영탁)
트로트가수 데뷔시작!!

#### 2016년~
- 2016년 10월 8일 JTV <와글와글 영트로트스타 페스티벌>

#### 2017년~
- 2017년 1월 7일 JTV <와글와글 시장가요제> 정읍 신태인시장 가수 영탁 출연

- 2017년 4월 22일 JTV <와글와글 영트로트스타 페스티벌>

- 2017년 4월 30일 KBS1 <전국 노래자랑> 경남 밀양시편 초대가수 영탁 누나가딱이야 첫데뷔
- 2017년 12월 2일 JTV <와글와글 영트로트스타 페스티벌>
- 2017년 12월 16일 JTV <와글와글 시장가요제> 전주 신중앙시장 가수 영탁 출연

#### 2019년~
- 2019년 3월 16일 JTV <와글와글 시장가요제>

- 2019년 6월 29일 KBS1 <노래가 좋아> 초대가수 영탁 출연
- 2019년 9월 6일 KBS1 <아침마당부산> 가수 영탁 출연
- 2019년 9월 11일 MBC 애브리원 <대한외국인>:48회 (With 노라조, 김장훈) - 그땐 그랬지 퀴즈 영탁 1단계 탈락

#### 2020년~
- 2020년 1월~ TV CHOSUN <내일은 미스터트롯>: 2회~ 11회
- 2020년 2월 16일 KBS1 <전국 노래자랑>:1979회 경북 안동시편 초대가수 영탁 출연
- 2020년 4월 8일 MBC <라디오스타> (With 임영웅, 이찬원, 장민호)
- 2020년 5월 13일~ TV CHOSUN <뽕숭아학당>
- 2020년 5월 16일 JTBC <아는 형님>:230회 (With 미스터트롯 TOP7)
- 2020년 5월 23일 JTBC <아는 형님>:231회
- 2020년 5월 23일 KBS <불후의 명곡 전설을 노래하다>:456회 송해가요제(1부) (With 미스터트롯 TOP6)
- 2020년 5월 30일 KBS <불후의 명곡 전설을 노래하다>:457회 송해가요제(2부)
- 2020년 6월 10일 MBC <꼰대인턴>:13회~14회 차과장역 영탁 특별출연
- 2020년 6월 10일 MBC every1 <대한외국인>:87회 (With 정동원, 김희재)
- 2020년 6월 11일 MBC <꼰대인턴>:15회
- 2020년 6월 17일 MBC <꼰대인턴>:17회~18회
- 2020년 6월 19일 TV CHOSUN <한국전쟁 70주년 추모 음악회> (With 미스터트롯 TOP6)
- 2020년 6월 27일 MBC <꼰대인턴 방구석 팬미팅>
- 2020년 6월 27일 TV CHOSUN <바람과 구름과 비>:12회 관료1,2역(영탁, 장민호) 특별출연
- 2020년 7월 30일 MBC every1 <어서와, 한국은 처음이지>:150회 (With 그렉)
- 2020년 8월 28일 JTBC <히든싱어6>:4회 백지영편 (With 장민호)
- 2020년 10월 1일 TV CHOSUN <2020 트롯 어워즈> 1부
- 2020년 10월 9일 JTBC <히든싱어6>:10회 장윤정편 (With 이찬원, 장민호, 김희재)
- 2020년 12월~ TV CHOSUN <내일은 미스트롯2>

#### 2021년~
- 2021년 2월 25일 TV CHOSUN <내일은 미스트롯2>:11회(결승전) 미스터트롯 TOP6 출연
- 2021년 5월 4일 TV CHOSUN <화요청백전>:2회
- 2021년 10월 2일 JTBC <아는 형님>:300회 (With 이찬원, 동해, 은혁)
- 2021년 10월 9일 JTBC <아는 형님>:301회
- 2021년 11월 5일 SBS FiL/MBN <대한민국 치킨대전>:1회~12회 (영탁 고정출연)

#### 2022년~
- 2022년 1월 19일~ TV CHOSUN <요즘남자라이프-신랑수업>:1회~
- 2022년 3월 13일 tvN <코미디빅리그>:445회 영탁 특별출연

- 2022년 3월 14일 <THE 트롯SHOW>
- 2022년 4월 18일 TV CHOSUN <개나리학당>:11회 국민가수 VS 미스트롯2 (With 케이윌)
- 2022년 4월 23일 KBS2 <불후의 명곡2 전설을 노래하다>:552회 한국대중가요사 기록(1부) 우승자(영탁X아웃사이더)
- 2022년 4월 30일 KBS2 <불후의 명곡2 전설을 노래하다>:553회 한국대중가요사 기록(2부)

- 2022년 5월 7일 KBS2 <불후의 명곡2 전설을 노래하다> 3대 천왕(1부) [With 이찬원, 장민호]
- 2022년 5월 12일 KBS2 <주접이 풍년>:15회 영탁편(영탁X영탁이딱이야(내사람들))
- 2022년 5월 14일 KBS2 <불후의 명곡2 전설을 노래하다>: 3대 천왕(2부)
- 2022년 5월 15일 KBS2 <자본주의 학교> 윤후 멘토로 영탁 출연
- 2022년 5월 19일 KBS2 <주접이 풍년>:16회
- 2022년 7월 4일 tvN <줄 서는 식당>:24회 게스트 영탁 출연
- 2022년 7월 5일 TV CHOSUN <화요일은 밤이 좋아>:30회 명곡 프로젝트 #14 영탁 출연
- 2022년 7월 7일 TV CHOSUN <국가가 부른다>:20회
- 2022년 7월 9일 MBC <쇼! 음악중심>
- 2022년 7월 9일 JTBC <아는형님>:340회 전학생(지현우, 영탁, 윤보미) 게스트 출연
- 2022년 7월 11일 KBS2 <개는 훌륭하다>:134회 게스트 영탁 출연
- 2022년 8월 19일 JTBC <히든싱어7>:1회 박정현편
- 2022년 10월 21일 JTBC <히든싱어7>:10회 영탁편 원조가수 영탁 출연

#### 2023년~
- 2023년 1월 1일 KBS1 <전국노래자랑> 제주특별자치도 서귀포시편 초대가수 영탁 출연
- 2023년 3월 22일~ SBS <편먹고 공치리5 승부사들>:1회~
- 2023년 3월 27일 MBC <안싸우면 다행이야>:116회
- 2023년 4월 3일 MBC <안싸우면 다행이야>:117회
- 2023년 5월 23일 ~ SBS <강심장리그>:1회~
- 2023년 7월 31일 MBC <안싸우면 다행이야>:134회 빽토커 (영탁, 정형돈) 출연
- 2023년 8월 5일 MBC <쇼! 음악중심>
- 2023년 8월 5일 채널A  <주말 저녁 '뉴스A>:오픈 인터뷰 출연
- 2023년 8월 9일 MBC <황금어장 라디오스타>
- 2023년 8월 11일 KBS2 <신상출시 편스토랑> 스페셜 MC
- 2023년 9월 30일 MBC <전지적 참견 시점> 게스트

#### 2024년~
- 2024년 2월 25일 KBS《사장님귀는 당나귀 귀》진성편 영상출연
- 2024년 9월 16일 TV조선《영탁쇼》진행

## CF & 광고

### 2018년
- 천하장사 원기천 (홍삼정골드)

#### 2020년
- 한국야쿠르트 (발효홍삼 발휘)

- 예천양조 (영탁막걸리)
- 빙그레 (슈퍼콘)
- GS건설, (주)신영 (울산 지웰시티 자이)
- (주)에스디푸드 (나오비 비오틴 구미)
- 광동제약 (광동헛개차)
- jm솔루션 (일촉즉밝 더블앰플)
- 밀크티는 마이셰프 (탁셰프)
- 미스터피자 30주년 기념 미스터트리오 (With 이찬원, 장민호)
- 피죤 (액츠, 스프레이피죤)
- 멕시카나 (치킨)
- 4399 Korea 기적의검 (게임)
- 해양수산부 (찐수산대전)
- MG 새마을금고 (새마을금고, 새마을금고보험) (With 신혜선(모델))

##### 2021년
- 피죤 (무균무때, 고농축피죤)
- 아이사이언스 (폴리니크 (털모, 파마, 영탁))
- 마이셰프 (국악, 오페라, 동요)
- 롯데칠성음료 (정성발효즙, 펩시콜라)

###### 2022년
- 플라터너스 (에이플러스 클린업 마스크)
- 블랜디렙 (양념육 돼염)

## MC
- 이벤트TV 축제따라 노래따라 (with 강수빈)
- 이벤트TV 가요를 부탁해 (with 소유찬)
- 2021년 MGTV 개국축하쇼 가까이 더 가까이 (With 오정연)
- 2021년 TV조선 보령 상생콘서트 축제 (MC 영탁)

## 축제 & 행사
- 2010년 2월 10일 한림대학교 신입생 OT 행사공연
- 2010년 2월 23일 안동대학교 OT 행사
- 2010년 2월 24일 단국대학교(천안) OT 행사공연
- 2010년 2월 26일 대전보건대 신입생 OT 행사공연

- 2014년 10월 18일 청주직지축제 (With MinZi)

- 2016년 4월 24일 백혈병 어린이돕기 제26회 경기가족걷기대회
- 2016년 시민과 함께하는 살랑의 콘서트 가요한마당
- 2016년 10월 1일 제62회 백제문화제 (TJB 백제! 세계를품다) (With 가수 숙행)
- 2016년 제13회 강화도새우젓축제 (가수: 문희옥, 박수정, 윙크, 영탁)
- 2016년 10월 23일 2016 보은대추축제 폐막공연 (출연:태진아, 추가열, 윙크, 진시몬, 레이디티, 영탁, 한수영)
- 2016년 10월 29일 제27회 정읍사 문화제 기념 2016 정읍사가요제 (초대가수 영탁)
- 2017년 6월 30일 울산 일산해수욕장 해변콘서트
- 2017년 7월 21일 제11회 옥천 포도복숭아축제
- 2017년 10월 27일 한방문화축제
- 2018년 9월 20일 원주KBS FM 콘서트
- 2018년 12월 24일 2018 대천 겨울바다 사랑축제 (With 김장훈, 영탁, 홍시)
- 2019년 (사)농가주부모임전국연화회 정기총회
- 2019년 8월 4일 아리마린페스티벌
- 2019년 10월 12일 허심청브로이 옥토버페스트
- 2019년 10월 15일 2019 보은대추축제 (윤태경 가요아카데미 in 보은) 축하무대(가수:윤태경, 영탁, 이채윤)
- 2019년 11월 3일 2019 노을 물든 산사음악회
- 2019년 12월 16일 독거어르신을 위한 김장 (With 가수 김장훈)
- 2019년 12월 18일 원주KBS FM 콘서트
- 2021년 11월 22일 강남가족콘서트 (With 가수 김장훈)
- 2021년 12월 7일 2021 울산광역시 자원봉사 대축제

- 2022년 4월 30일 아산 성웅 이순신 탄신 기념 <축구 보고, 공연 보고> (스테이씨, 영탁, 김필, 민경훈, 바비핀스, 몽돌, 홍시)
- 2022년 5월 7일 2022 장보고 수산물 축제
- 2022년 6월 3일 경북힐링콘서트
- 2022년 6월 22일 2022 대한민국 육군 호국 음악회
- 2022년 7월 2일 K-트로트 페스티벌 대구 2022 (With 윙크, 김혜연, 박서진, 장윤정, 영탁, 이찬원, 정동원, 장민호, 김희재, 김다현, 김태연)
- 2022년 12월 7일 2022 울산광역시 자원봉사 대축제 축하공연(초청가수:영탁, 소찬휘, 나태주, 별사랑)
- 2023년 2월 25일 ~ 2023년 3월 9일 영탁 팝업스토어 (TAK's STUDIO)
- 2023년 4월 12일 MG 희망나눔 콘서트 (With 영탁, 이찬원, 주현0미, 임창정, 에일리)
- 2023년 4월 29일 2023 제11회 보성세계차 엑스포 - 슈퍼 콘서트 (With 가수(영탁, 송가인, 김호중), 아이돌(비비지, 유키스, 시그니처, DKZ))
- 2023년 5월 13일 2023 전북 아시아&태평양 마스터스 대회 축하공연 (With 가수(영탁, 진성, 나태주), 아이돌(오마이걸))
- 2023년 6월 18일 제32회 롯데면세점 패밀리 콘서트 (DAY3) (With 영탁, MC(이찬원), 장민호, 장윤정, 진시몬, 송가인))

## 공연
- 2010년 2월 23일 평창 휘닉스파크 공연 (21:30)

- 2010년 5월 8일 "잠실 롯대월드 공연" (18:00~)
- 2010년 5월 9일 "잠실 롯대월드 공연" (18:00~)
- 2010년 5월 15일 (토)롯데월드 공연 (18:00~)
- 2010년 5월 16일 (일)롯데월드 공연

## 버스킹
- 2019년 10월 신촌 버스킹
- 2023년 8월 9일 신촌버스킹(신촌스타광장)

## 홍보대사
- 2018년 (사)한국애견협회 홍보대사

- 2022년 완도군 전복 홍보대사

## 라디오
- 2010년 2월 2일 원주MBC <박지현의 정오의희망곡>
- 2010년 2월 3일 강릉MBC <서지희의 음악동네>

- 2015년 9월 12일 안동MBC <즐거운 트로트세상> (With 김병수)
- 2016년 6월 8일 전주MBC <두시만세>
- 2016년 6월 28일 광주KBS <빛고을가요 차차차>
- 2016년 6월 28일 원음방송 <조은형의 가요세상>
- 2016년 6월 28일 춘천KBS <청춘가요열차> 초대손님 가수 영탁 출연

- 2017년 5월 1일 SBS 러브FM <김흥국, 안선영의 아싸 라디오>:3부 게스트 가수 영탁 출연
- 2017년 7월 21일 TBS <9595쇼>
- 2017년 9월 8일 TBN <차차차>
- 2018년 4월 21일 안동MBC <즐거운 트로트세상> (With 제청)

- 2018년 12월 4일 KBS전주 <김태은의 가요탱크> - 게스트 가수 영탁 출연
- 2018년 12월 5일 전주MBC <두시N놀자> (With 장민호)
- 2019년 1월 2일 전주MBC <두시N놀자>
- 2019년 1월 11일 TBS FM <최일구의 허리케인 라디오> "힘든 싱어"
- 2019년 1월 24일 TBN <차차차> (경인방송)
- 2019년 1월 25일 TBN <한밤의 교차로>
- 2019년 2월 3일 TBS FM <최일구의 허리케인 라디오> "힘든싱어 패자부활전"
- 2019년 2월 19일 KBS BUSAN <즐거운 저녁길>
- 2019년 2월 21일 TBN <차차차>
- 2019년 3월 18일 KBS FM <박명수의 Radio쇼>
- 2019년 3월 22일 전주MBC <라디오닷컴> (With 소유찬)
- 2019년 3월 27일 전주MBC <다솜이의 정오의 희망곡>
- 2019년 5월 21일 GFM <가요톡톡>
- 2019년 6월 13일 전주MBC <다솜이의 정오의 희망곡>
- 2019년 6월 25일 BTN <울림>
- 2019년 7월 2일 TBN <차차차>
- 2019년 7월 8일 KNN <러브FM 딱좋은 라디오>
- 2019년 7월 30일 전주MBC <두시N놀자> (With 나무)
- 2019년 7월 31일 전주MBC <다솜이의 정오의 희망곡>
- 2019년 8월 7일 TBN <차차차> (With 지나유)
- 2019년 9월 4일 전주MBC <다솜이의 정오의 희망곡>
- 2019년 9월 11일 TBS FM <최일구의 허리케인 라디오> "오늘만의 왕중왕전" (With 임영웅, 주대건)
- 2019년 9월 11일 와요와TV <왁자지껄> (With 임영웅)
- 2019년 10월 2일 전주MBC <다솜이의 정오의 희망곡>
- 2019년 10월 22일 안녕!MBC충북 <즐거운 오후>
- 2019년 11월 28일 전주MBC <다솜이의 정오의 희망곡>
- 2019년 12월 8일 SBS 파워FM <두시탈출 컬투쇼> (With 가수 영기)
- 2019년 12월 18일 TBN <차차차>
- 2019년 12월 27일 TBS FM <최일구의 허리케인 라디오> 송년특집 "힘든 싱어" 1부 (With 임영웅)
- 2020년 1월 1일 국방FM <랄라라디오>
- 2020년 1월 12일 TBN교통시대 <들썩들썩 노래교실>
- 2020년 1월 14일 TBS eFM <Men on AIR>
- 2020년 1월 19일 TBS FM <최일구의 허리케인 라디오>
- 2020년 2월 2일 TBS FM <최일구의 허리케인 라디오>
- 2020년 3월 4일 TBS FM <최일구의 허리케인 라디오> "나는트로트가수다" 3부~4부 (With 강진)
- 2020년 3월 15일 TBS FM <최일구의 허리케인 라디오>

- 2020년 3월 19일 KBS 쿨FM <박명수의 라디오쇼> (With 임영웅, 이찬원)
- 2020년 3월 22일 TBS FM <최일구의 허리케인 라디오>
- 2020년 4월 5일 TBS FM <최일구의 허리케인 라디오>
- 2020년 4월 17일 CBS <이수영의 12시에 만납시다>
- 2020년 4월 12일 TBS FM <최일구의 허리케인 라디오>
- 2020년 4월 19일 TBS FM <최일구의 허리케인 라디오>
- 2020년 4월 26일 TBS FM <최일구의 허리케인 라디오>
- 2020년 5월 3일 TBS FM <최일구의 허리케인 라디오>
- 2020년 5월 8일 MBC <굿모닝FM 장성규입니다!> (With 임영웅, 이찬원)
- 2020년 5월 10일 TBS FM <최일구의 허리케인 라디오>
- 2020년 5월 17일 TBS FM <최일구의 허리케인 라디오>
- 2020년 5월 24일 TBS FM <최일구의 허리케인 라디오>
- 2020년 5월 31일 TBS FM <최일구의 허리케인 라디오>
- 2020년 6월 7일 TBS FM <최일구의 허리케인 라디오>
- 2020년 6월 14일 TBS FM <최일구의 허리케인 라디오>
- 2020년 6월 21일 TBS FM <최일구의 허리케인 라디오>
- 2020년 6월 28일 TBS FM <최일구의 허리케인 라디오>
- 2020년 7월 5일 TBS FM <최일구의 허리케인 라디오>
- 2020년 7월 15일 MBC <정오의 희망곡 김신영입니다> 선생님을 모십니다 1,2부 (With 김희재)
- 2020년 8월 13일 CBS <이수영의 12시에 만납시다> (With 스페셜 DJ: 김희재)
- 2020년 8월 24일 <김명석의 밤의창가에서> (With 이찬원)
- 2020년 9월 3일 KBS쿨FM 2020 <한국인의 노래> "찐이야 선정" (With 가수 영탁 소감 인터뷰)
- 2020년 12월 17일 MBC FM <모두의 퀴즈생활> (가수 영탁 전화연결) (With 박구윤)
- 2021년 1월 13일 TBS 라디오 <9595쇼> (가수 영탁 전화연결) (With 성원이)
- 2021년 1월 20일 TBS FM <최일구의 허리케인 라디오> (가수 영탁 전화연결)
- 2022년 2월 10일 SBS 파워FM <두시탈출 컬투쇼>:컬투음감회 (DJ 황치열, 가수 영탁) 출연
- 2022년 2월 15일 TBS FM <최일구의 허리케인 라디오> 게스트: 영탁 출연
- 2022년 3월 8일 MBC 라디오 <여성시대 양희은, 서경석입니다> 게스트: 영탁
- 2022년 3월 16일 KBS2 Radio <김혜영과 함께>
- 2022년 3월 22일 MBC 라디오 <정선희, 문천식의 지금은 라디오 시대> 게스트: 영탁 출연
- 2022년 7월 5일 SBS 파워FM <붐붐파워> 게스트: 영탁 출연
- 2022년 7월 6일 KBS2 Radio <임백천의 백뮤직> 1부 게스트 가수 영탁
- 2022년 7월 6일 SBS 파워FM <두시탈출 컬투쇼>:컬투음감회 (With DJ 유민상, 가수 영탁) 출연
- 2022년 7월 7일 KBS 쿨FM <윤정수 남창희의 미스터 라디오> - 윤정수의 오선지 with 영탁
- 2022년 7월 7일 MBC 라디오 <GOT7 영재의 친한친구> 게스트 가수 영탁
- 2023년 4월 17일 MBC FM4U <두시의 데이트 뮤지, 안영미입니다> 스페셜 DJ (가수 영탁, 배우 송진우) 출연
- 2023년 6월 24일 TBS <강지연, 이민준의 9595쇼> 가수 영탁 전화인터뷰
- 2023년 8월 2일 MBC 라디오 <GOT7 영재의 친한친구> 가수 영탁 출연
- 2023년 8월 2일 SBS 파워FM <김영철의 파워FM> 가수 영탁 출연
- 2023년 8월 4일 KBS2라디오 <임백천의 백뮤직> 스페셜 게스트 with 가수 영탁 출연
- 2023년 8월 9일 SBS 파워FM <두시탈출 컬투쇼> With 가수 영탁 출연

## 국내
| 날짜             | 유튜브            | 제목 | 출연          |
| ---------------- | ----------------- | --- | ------------- |
| 2016년 9월 21일  | 허미노MINO        | 미스터 트롯 영탁 먹방하다.니가왜 거기서 나와~중화요리 먹방                                                       | 영탁          |
| 2018년 12월 14일 | 하비 Havy         | 차소라에 초특급 핵인싸 등장!? 미스터트롯 가수 영탁편                                                             | 영탁          |
| 2018년 12월 14일 | 하비 Havy         | (미스터트롯) 영탁의 데뷔곡!? "누나가 딱이야" 역주행 가즈아                                                       | 영탁          |
| 2018년 12월 14일 | 하비 Havy         | 트로트 가수는 알엔비를 잘 부를까요? (휘성 - 가슴 시린 이야기)                                                    | 영탁          |
| 2018년 12월 14일 | 하비 Havy         | 미스터트롯 찐이야 영탁이 발라드를 부르면? (원곡 싱크로율 99%)                                                    | 영탁          |
| 2019년 5월 21일  | 까레라이스TV      | 1부 미스터트롯 l 니가 왜 거기서 나와 l 스타킹 우승, 유희열                                                       |               |
| 2019년 7월 22일  | 기자형의인터뷰tv  | [기자형의 스타인터뷰 영탁 1부/2부]                                                                               | 가수 영탁     |
| 2019년 12월 22일 | 안동MBC PLUS      | [LIVE] 2019 안동 하회탈컵 볼링대회 파이널전                                                                      | 초대가수 영탁 |
| 2020년 10월 17일 | 파미노[Mino]      | 영탁님...니가 왜 거기서나와??! 이로써 허미노와 영탁의 찐친 인증 오케이!                                          | 영탁          |
| 2020년 10월 27일 | 파미노[Mino]      | 여러분께 최초공개합니다 영탁의 니가왜거기서나와 뮤비 비하인드 영상! 허미노 까메오 출연                           | 영탁          |
| 2022년 3월 30일  | 허미노MiNO        | 국민 트로트가수 영탁님과 포항음식 먹방! ㅣ 소녀팬이 되어버린 어머니                                              | 영탁          |
| 2022년 4월 7일   | 이연복의 복주머니 | [이연복] 전복 냉체                                                                                               | 영탁          |
| 2022년 6월 3일   | 매일신문          | 경북 일상회복 힐링콘서트 (실시간)                                                                                |               |
| 2022년 7월 15일  | it's Live         | [4K] 신사다운 영탁(YOUNGTAK)과 '언모만' 실현한 밴드라이브 콘서트 [it's K-POP LIVE 잇츠라이브 I the Fillin' Live] | 영탁          |
| 2023년 8월 3일   | 나몰라패밀리 핫쇼 | 영탁.. 사실은 댄스가수였다 {아저씨가 들어줄게 아무거나] EP.01                                                    | 영탁          |
| 2023년 8월 4일   | it's Live         | [4K] 영탁(YOUNGTAK) "우길걸우겨(What Did You Say?)" Band LIVE Concert l FORM 미쳤다 [it's K-POP LIVE 잇츠라이브] | 영탁          |

## 해외
| 날짜            | 나라       | 유튜브                        | 제목                                                                       | 출연 |
| --------------- | ---------- | ----------------------------- | -------------------------------------------------------------------------- | ---- |
| 2022년 12월 9일 | 인도네시아 | TRANSTV ENTERTAINMENT CHANNEL | FULL l Young Tak Datang Dari Korea Langsung KeBrownis! l BROWNIS (9/12/22) | 영탁 |
| 2023년 2월 7일  | 필리핀     | GMA Public Affairs            | Young Tak, LIVE sa UH Tambayan l Unang Hirit                               | 영탁 |
| 2023년 2월 7일  | 필리핀     | ABS-CBN Entertainment         | It's Showtime (1/4) l February 7, 2023                                     | 영탁 |
| 2023년 2월 7일  | 필리핀     | Manila Concert Scene          | Youngtak in Media Conference                                               | 영탁 |
| 2023년 2월 8일  | 필리핀     | TeleRadio                     | PANOORIN: Korean trot singer Young Tak bumisita sa Sakto l 8 February 2023 | 영탁 |
| 2023년 3월 27일 | 베트남     | GMA7 All Out Sundays          | ALL-OUT SUNDAYS: LIVE! All-out and kiling with Julie and Rayver's...       | 영탁 |
| 2023년 3월 27일 | 베트남     | GMA Singers                   | Korean trot singer Young Tak performs 'Jjiniya!' l All-Out Sundays         | 영탁 |